# Pelusa Vera
Pelusa Vera   (Montevideo, 19 d'agost de 1940) és una actriu uruguaiana, considerada «una de les figures de més relleu del teatre i la televisió d'Uruguai». Va començar la seva carrera com a model, però després va passar al teatre i d'allà a la televisió. També va fer una mica de ràdio.
Va formar part de l'elenc de programes d'humor tant uruguaians com argentins, com Alta Comedia, Teatro como en el teatro, Decalegrón, Jaujarana, Híperhumor o Zapping, entre d'altres.
Ha rebut diversos premis i actuat en diversos països d'Amèrica i Europa. El 2010 va rebre una pensió graciable «en virtut dels serveis prestats a la cultura nacional».

## Trajectòria professional
El pare de Pelusa Vera, Dionisio Alejandro Vera, va ser periodista del diari El País, redactor d'una crònica anomenada Filosofia dels llangardaixos.
Quan tenia aproximadament 15 anys va començar al Club de Teatro amb Antonio Larreta i a fer de model. Va actuar al Teatre del Centro i en el Teatre Universitari, representant obres de Peter Shaffer i Charles Dyer, entre d'altres. Va ser una de les primeres a fer televisió a l'Uruguai, treballant per als tres canals privats (4, 10 i 12) en programes, anuncis i desfilades entre 1957 i 1964.
Va debutar en ràdio en el cicle «Radioteatre de les Estrelles», en els radioteatres de la fonoplatea de la Ràdio Nacional al Palau Salvo. El 1962 debuta a Telecataplum, programa d'humor uruguaià que també va ser emès a l'Argentina.
El 1964 va viatjar a Europa com a corresponsal per al diari El País des d'Alemanya, al mateix temps que seguia treballant com a model per a revistes internacionals com Für Sie i agències de publicitat. Posteriorment va viatjar a França encara com a corresponsal d'El País mentre realitzava diversos treballs. Va ingressar a la Universitat de Teatre de les Nacions, fent gires per a la universitat juntament amb el director espanyol Víctor García, amb qui van fundar El Retablo, primer teatre de parla hispana a París. La primera obra representada en aquest teatre va ser Històries per a ser explicades d'Osvaldo Dragún. També reinauguren el cabaret «La Fontaine de quatre saisons», representant La Rosa de papel de Ramón del Valle-Inclán.
El 1966 va tornar a Sud-amèrica, treballant en teatre i televisió a Montevideo i Buenos Aires, i des de llavors i fins a 1992 va ser part estable del repartiment dels programes que li van seguir a Telecataplum a les dues ciutats com Decalegrón (1977), Jaujarana, Teatro como en el teatro, Alta comedia, Híperhumor, Zapping i Shopping Center.
En la dècada del 1980 va conduir els programes de ràdio «La Revista Pelusa» a Ràdio Maldonado i «Veraneando en Punta», emès per diverses ciutats d'Uruguai, Argentina i Brasil per Ràdio Sarandí. També va conduir el seu primer programa de televisió, «Pelusa TV los sábados», transmès per Canal 9 de Punta del Este. Repetiria entre 1993 i 1995 amb un programa què a més seria productora, «Todo bien», que seria transmès per cable i TV oberta a tot el país per 25 canals, a més de l'Argentina i Brasil.
El 1993 va representar l'unipersonal Cosas mías, una obra de cafè concert que va portar per l'interior de l'Uruguai, Buenos Aires i Caracas, sent a més triat per representar a l'Uruguai en la XX Internacional de Teatre d'Orient, desenvolupat a Veneçuela el 1994, any en què també va interpretar Nosotras que nos queremos tanto al Teatre del Centre. Cosas mías es va mantindre en cartellera fins al 2004.
Va ser jurat del concurs oficial del Carnaval organitzat per DAECPU en la categoria «Comicitat i alegria de conjunt».
Al setembre de 2009 es va sol·licitar al Poder Executiu l'autorització per concedir-li una pensió graciable «en virtut dels serveis prestats a la cultura nacional», la qual li va ser concedida a l'agost de 2010, després de ser rebutjada a l'octubre de 2009 per un informe de la Comissió Permanent per al tractament de les pensions graciables.
El 2011 va participar d'un vídeo produït per integrants del Moviment per un Uruguai Sostenible i la Comissió de Veïns i Amics de Punta del Diable, per advertir sobre els riscos de la mineria a cel obert. Junt amb ella van aparèixer altres personalitats uruguaianes com Osvaldo Laport, Pitufo Lombardo, Miguel Nogueira, Cristina Morán, Eunice Castro, Silvia Kliche i Dani Umpi, entre d'altres.

## Filmografia
- Sin querer, queriendo (1985)

## Premis
En la dècada del 1970 va guanyar un concurs de poesia de l'Associació Argentina d'Actors junt amb altres actors i, com a resultat, el 1973 es van publicar 10 dels seus poemes en el llibre Los actores poetas.
El 1990 i 1994 va ser guardonada amb el premi Tabaré a la millor actriu humorística.